# Laguna Jaco
Laguna Jaco, también denominada Álvaro Obregón, es una localidad del estado mexicano de Chihuahua, localizado en su extremo este en los límites con el estado de Coahuila. Es parte del municipio de Camargo.

## Clima
Se encuentra en la zona denomimada entre la Bolson de Mapimí en la parte central del desierto chihuahuense, tiene un clima muy seco, se encuentra a una altitud de 1200 m s. n. m. con inviernos frescos. La precipitación media anual es de alrededor de 250 mm, esparcidos principalmente en los meses del monzón que son julio, agosto y septiembre. La temperatura media anual varía entre 17 y 20 °
{{Clima
|metric_first= yes
|single_line= yes
|location = Laguna de Jaco (promedios 1991-2020)
|Jan_Hi_°C = 19.5  |Jan_REC_Hi_°C = 29.2
|Feb_Hi_°C = 21.0  |Feb_REC_Hi_°C = 32.0
|Mar_Hi_°C = 26.2  |Mar_REC_Hi_°C = 36.0
|Apr_Hi_°C = 32.0  |Apr_REC_Hi_°C = 39.0
|May_Hi_°C = 35.5  |May_REC_Hi_°C = 41.0
|Jun_Hi_°C = 37.1   |Jun_REC_Hi_°C = 41.2
|Jul_Hi_°C = 36.9   |Jul_REC_Hi_°C = 41.0
|Aug_Hi_°C = 34.6   |Aug_REC_Hi_°C = 40.0
|Sep_Hi_°C = 31.6   |Sep_REC_Hi_°C = 37.0
|Oct_Hi_°C = 28.4   |Oct_REC_Hi_°C = 35.0
|Nov_Hi_°C = 25.3   |Nov_REC_Hi_°C = 32.0
|Dec_Hi_°C = 20.6   |Dec_REC_Hi_°C = 30.0
|Year_Hi_°C = 28.1  |Year_REC_Hi_°C = 41.2
|ene_prom =  10.0
|feb_prom = 12.4
|mar_prom = 15.9
|abr_prom = 20.1
|may_prom = 24.2
|jun_prom = 27.5
|jul_prom = 26.3
|ago_prom = 25.1
|sep_prom = 22.8
|oct_prom = 19.5
|nov_prom = 14.0
|dic_prom = 10.4
|anual_prom = 
19.4
|Jan_Lo_°C =  0.7   |Jan_REC_Lo_°C = −15.0
|Feb_Lo_°C =  1.8   |Feb_REC_Lo_°C = −18.0
|Mar_Lo_°C =  6.1   |Mar_REC_Lo_°C = −9.0
|Apr_Lo_°C = 11.2   |Apr_REC_Lo_°C = −3.0
|May_Lo_°C = 15.5   |May_REC_Lo_°C =   0.0
|Jun_Lo_°C = 20.9   |Jun_REC_Lo_°C =   9.4
|Jul_Lo_°C = 20.7   |Jul_REC_Lo_°C =  11.0
|Aug_Lo_°C = 18.6   |Aug_REC_Lo_°C =  10.5
|Sep_Lo_°C = 16.0   |Sep_REC_Lo_°C =   5.0
|Oct_Lo_°C = 11.6   |Oct_REC_Lo_°C = −3.0
|Nov_Lo_°C =  4.6   |Nov_REC_Lo_°C = −11.0
|Dec_Lo_°C =  1.2   |Dec_REC_Lo_°C = −12.0
|Year_Lo_°C = 10.8 |Year_REC_Lo_°C = −18.0
|Jan_Precip_mm =  5
|Feb_Precip_mm =  3
|Mar_Precip_mm =  0
|Apr_Precip_mm =  0
|May_Precip_mm =  5
|Jun_Precip_mm = 36
|Jul_Precip_mm = 58
|Aug_Precip_mm = 65
|Sep_Precip_mm = 55
|Oct_Precip_mm = 11
|Nov_Precip_mm =  5
|Dec_Precip_mm =  5
|Year_Precip_mm = 250

## Localización y demografía
Laguna Jaco es una pequeña población ubicada en el extremo este del estado de Chihuahua y junto a uno de los vérticas de su frontera con el vecino estado de Coahuila; lo que la convierte en una de las poblaciones más aisladas del estado, además de estar en medio del Desierto de Chihuahua y el Bolsón de Mapimí.
La población recibe su nombre por estar situada en la ribera sur de la Laguna de Jaco, una de las varias lagunas que se forman en las cuencas cerradas o endorreica típicas de la región norte de México y que debido a que solo reciben agua de lluvia y la pierden por la evaporación. Se encuentran secas la mayor parte del tiempo y dejan atrás grandes depósitos de sal. La población constituyó un ejido dedicado a la explotación de dicho salar.
Las coordenadas geográficas de Laguna Jaco son 27°57′41″N 103°57′22″O / 27.96139, -103.95611 y tiene una altitud de 1 250 metros sobre el nivel del mar. Su entorno geográfico es mayoritariamente plano y rodeado en su totalidad por el desierto, al norte de la población se encuentra el vaso de la Laguna de Jaco.
Se localiza a unos 80 kilómetros de la cabecera municipal, la ciudad de Camargo, su vía de comunicación es una brecha de terracería que la une hacia el norte con la carretera que comunica al mineral de Hércules, Coahuila con la Carreta estatal Camargo-La Perla.
De acuerdo al Censo de Población y Vivienda realizado en 2010 por el Instituto Nacional de Estadística y Geografía, la población de Laguna Jaco es de solo 22 personas, de las que 8 son hombres y 14 son mujeres. Resultado todo de la gran migración de población probada por la nula actividad económica de la población.